# Müllenacker
Müllenacker war ein ehemals selbständiger Ortsteil der Gemeinde Eitorf und gehört jetzt zu Halft.

## Lage
Müllenacker liegt nördlich der Sieg an den Hängen des Nutscheid in einer Höhe von 90 m ü. NHN. Nachbarorte sind Wissbonnen, Kehlenbach und das ehemalige Rittergut Weyerhof.

## Einwohner
1885 hatte Müllenacker 13 Wohngebäude und 55 Einwohner.
1925 waren hier 18 Haushalte verzeichnet.